# Противин (Писек)
Противин (чеш. Protivín) град је у Чешкој Републици. Град се налази у управној јединици Јужночешки крај, у оквиру којег припада округу Писек.

## Становништво
Према подацима о броју становника из 2014. године град је имао 4.934 становника.

## Партнерски градови
- Neuenegg